# Канвон (футбольний клуб)
«Канвон» (кор. 강원 FC) — південнокорейський футбольний клуб з міста Чунчхон у провінції Канвон. У сезоні 2009 року вони приєдналися до K-ліги як 15-й клуб франшизи.

## Історія
28 квітня 2008 року губернатор провінції Канвон Кім Джин Сун оголосив про заснування професіонального футбольного клубу для участі в K-Лізі. 18 червня 2008 року для цього було створено Комітет з підготовки до заснування футбольного клубу в «Канвон». 17 листопада 2008 року перші 14 гравців приєдналися до новоствореного клубу, а 20 листопада «Канвон» сформував свій перший склад з 23 гравців, включаючи дев'ятьох гравців з драфту K-Ліги 2009 року.. «Канвон» був офіційно заснований 18 грудня 2008 року, напередодні участі у K-Лізі 2009 року.
8 березня 2009 року на стадіоні «Каннин» «Ганвон» зіграв свій перший матч у К-Лізі проти «Чеджу Юнайтед», вигравши з рахунком 1:0 завдяки вирішальному голу Юн Джун Ха. Команда продовжила свій переможний старт, здобувши ще чотири перемоги поспіль, та створила сенсацію в першій половині сезону. Втім, надалі «Канвон» не зміг зберегти свій початковий успіх і до 19-го туру опустився в нижню половину турнірної таблиці. Після завершення свого першого сезону в К-Лізі вони посіли 13-те місце серед 15 клубів.
У Кубку Кореї 2009 року «Канвон» у 1/16 фіналу переміг свого першого суперника, «Інчхон Корайл», у серії пенальті після нічиєї 2:2 у основний час. Потім вони зустрілися з « Чоннам Драгонс», програвши 0:1. У Кубку Корейської ліги 2009 року «Канвон» посів останнє місце у своїй групі, здобувши лише одну перемогу (проти «Теджон Сітізен»).
У сезон 2010 року клуб посів 12-е місце з 15 клубів, а наступний сезон 2011 року став найгіршим з моменту заснування «Канвона». Клуб посів останнє місце в чемпіонаті, а вся команда забила лише 14 голів у тридцяти матчах.
У сезоні 2012 року K-Ліга запровадила нову структуру підвищення/вильоту: дві команди, що посіли останні місця у найвищій лізі, мали вилетіти до другого дивізіону. «Канвон» зумів залишитися у найвищому дивізіоні завдяки вирішальному голу Бек Чон Хвана у виїзному матчі передостаннього туру проти «Соннам Ільва». В результаті цього клуб завершив чемпіонат на 14 місці, третьому з кінця.
У наступному сезоні 2013 року «Канвон» знову став третім з кінця, але цього разу ліга запровадила на додачу до вильоту двох нижчих команд, ще й матч плей-оф за підвищення/виліт проти чемпіона другого дивізіону. В результаті «Канвон» змушений був зіграти з клубом «Санджу Санму», програвши там за сумою 2 матчів з рахунком 2:4, через що вперше у історії покинув вищий дивізіон.
У другому дивізіоні «Канвон» провів три сезони і зумів повернутись до К-Ліги лише за підсумками сезоні 2016 року, де команда стала четвертою, а потім виграла плей-оф за підвищення. Тим неочікуваніше виявився той факт, що у першому ж сезоні після повернення до еліти «Канвон» вперше в історії посів 6-е місце у вищому дивізіоні країни. В середині сезону 2018 року, 12 серпня 2018 року, Кім Бьон Су був призначений новим головним тренером і привів клубу до восьмого місця в чемпіонаті, який змінив назву на К-Ліга 1.

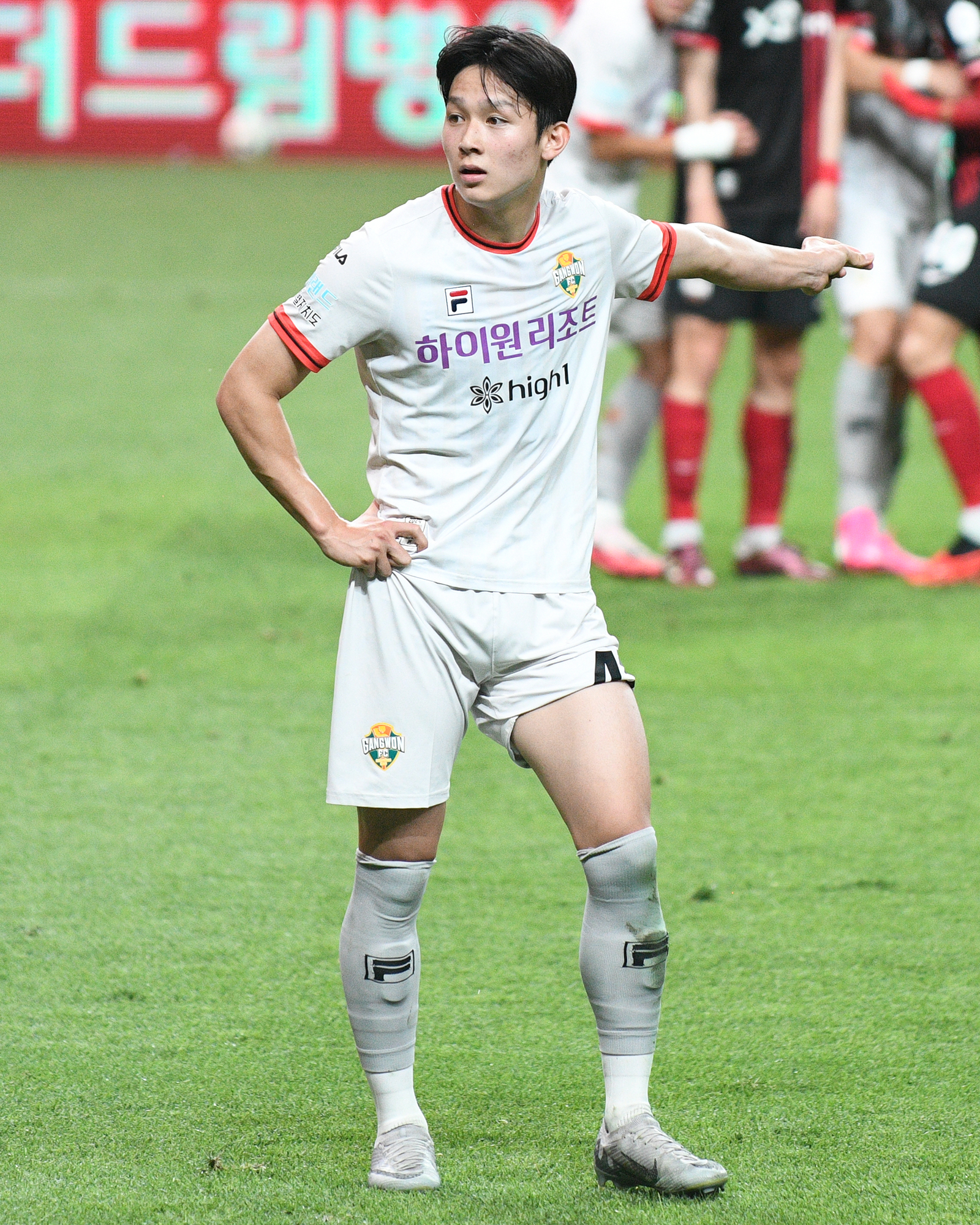
Вінгер Ян Мін Хьок став трансферним рекордом клубу у 2024 році.

У сезоні 2019 року Кім Чжи Хьон був нагороджений званням найкращого молодого гравця року K-ліги, а «Канвон» посів шосте місце в турнірній таблиці, а тренер Кім Бьон Су отримав похвалу за просування цікавого футболу. Того року «Канвон» очолив рейтинги K-Ліги за володінням м'ячем, кількістю спроб передач, відсотком успішних передач та відсотком успішних передач уперед, посівши третє місце за кількістю забитих голів. Наступного сезону команда стала сьомою.
Напередодні сезону 2021 року до команди долучились легіонери, японець Масатосі Ісіда та узбек Рустам Ашурматов, а також гравці національної збірної Республіки Кореї Юн Сок Йон та Рім Чан У. Тим не менш команда виступала вкрай погано і 3 листопада 2021 року, перебуваючи під серйозною загрозою вильоту до К-Ліги 2, після принизливої поразки 0:4 від «Пхохан Стілерз», Кім Бьон Су був звільнений з посади. За його наступника, Чхве Йон Су, клубу вдалося залишитися у вищому дивізіоні після перемоги над «Теджон Сітізен» у матчах плей-оф.
У 2022 році команда повторила своє найкраще досягнення, ставши шостою, але 2023 року знову боролася за виживання. Посівши 10 місце у регулярній першості, «Канвон» зумів обіграти у плей-оф клуб «Кімпхо» і знову зберегти прописку в еліті.
У сезоні 2024 року клуб досяг рекордно високого результату, посівши друге місце в чемпіонаті, поступившись лише чемпіонам, клубу «Ульсан Хьонде», та кваліфікувався до Елітної Ліги чемпіонів АФК 2025/26 років. Вражаючий виступ «Канвона» частково став можливим завдяки молодому вихованцю команди Ян Мін Хьоку, який після цього вдалого сезону отримав премю «Молодий гравець рокуК-Ліги» і був куплений англійським «Тоттенгемом».

## Стадіон

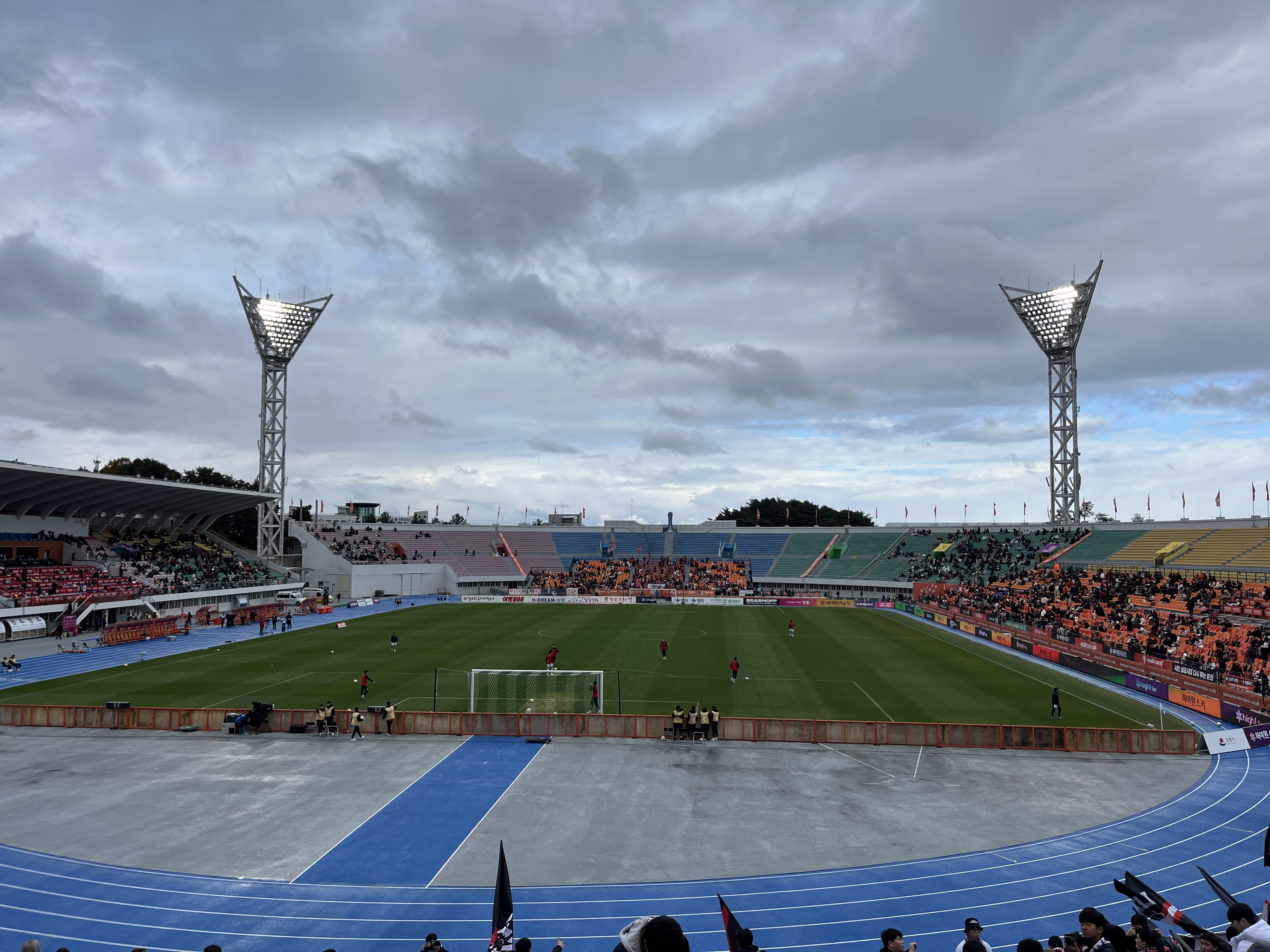
Стадіон «Каннин» — один із двох стадіонів, що використовуються футбольним клубом «Канвон».

У «Канвона» є два домашні стадіони: стадіон «Каннин» у прибережному місті Каннин та стадіон «Чхунчхон Сонгам» у Чхунчхоні, столиці провінції Канвон.

## Головні тренери
| No.     | Тренер          | З          | По         | Сезон(и)  |
| ------- | --------------- | ---------- | ---------- | --------- |
| 1       | Чхве Сун Хо     | 2008/11/16 | 2011/04/06 | 2009–2011 |
| 2       | Кім Сан Х       | 2011/04/07 | 2012/07/01 | 2011–2012 |
| 3       | Кім Хак Бум     | 2012/07/09 | 2013/08/11 | 2012–2013 |
| 4       | Кім Йон Каб     | 2013/08/14 | 2013/12/10 | 2013      |
| 5       | Артур Бернардес | 2013/12/23 | 2014/09/18 | 2014      |
| (в. о.) | Парк Хьо Джин   | 2014/09/18 | 2014/12/24 | 2014      |
| 6       | Чой Юн Кюм      | 2015/01/05 | 2017/08/14 | 2015–2017 |
| (в. о.) | Парк Хьо Джин   | 2017/08/14 | 2017/11/04 | 2017      |
| 7       | Сон Кьон Суб    | 2017/11/02 | 2018/08/11 | 2017–2018 |
| 8       | Кім Бьон Су     | 2018/08/12 | 2021/11/04 | 2018–2021 |
| 9       | Чхве Йон Су     | 2021/11/16 | 2023/06/14 | 2021–2023 |
| 10      | Юн Джон Хван    | 2023/06/19 | 2024/12/06 | 2023–2024 |
| 11      | Чон Гьон Хо     | 2024/12/06 | донині     | 2025–     |

## Статистика за сезонами
| Сезон | Чемпіонат | Чемпіонат | Чемпіонат | Чемпіонат | Чемпіонат | Чемпіонат | Чемпіонат | Чемпіонат | Чемпіонат | Чемпіонат | Кубок | Інше            |
| Сезон | Див.      | І         | В         | Н         | П         | ГЗ        | ГП        | РГ        | О         | М         | Кубок | Інше            |
| ----- | --------- | --------- | --------- | --------- | --------- | --------- | --------- | --------- | --------- | --------- | ----- | --------------- |
| 2009  | 1         | 28        | 7         | 7         | 14        | 42        | 57        | –15       | 28        | 13        | 1/8   | Кубок ліги: Гр. |
| 2010  | 1         | 28        | 8         | 6         | 14        | 36        | 50        | –14       | 30        | 12        | 1/16  | Кубок ліги: Гр. |
| 2011  | 1         | 30        | 3         | 6         | 21        | 14        | 45        | –31       | 15        | 16        | 1/4   | Кубок ліги: Гр. |
| 2012  | 1         | 44        | 14        | 7         | 23        | 57        | 68        | –11       | 49        | 14        | 1/8   |                 |
| 2013  | 1         | 38        | 8         | 12        | 18        | 37        | 64        | –27       | 36        | 12↓       | 1/8   |                 |
| 2014  | 2         | 36        | 16        | 6         | 14        | 48        | 50        | –2        | 54        | 3         | 1/4   |                 |
| 2015  | 2         | 40        | 13        | 12        | 15        | 64        | 56        | +8        | 51        | 7         | 1/8   |                 |
| 2016  | 2         | 40        | 19        | 9         | 12        | 50        | 33        | +17       | 66        | 4↑        | 1/16  |                 |
| 2017  | 1         | 38        | 13        | 10        | 15        | 59        | 65        | –6        | 49        | 6         | 1/8   |                 |
| 2018  | 1         | 38        | 12        | 10        | 16        | 56        | 60        | –4        | 46        | 8         | 1/16  |                 |
| 2019  | 1         | 38        | 14        | 8         | 16        | 56        | 58        | –2        | 50        | 6         | 1/4   |                 |
| 2020  | 1         | 27        | 9         | 7         | 11        | 36        | 41        | –5        | 34        | 7         | 1/4   |                 |
| 2021  | 1         | 38        | 10        | 13        | 15        | 40        | 51        | –11       | 43        | 11        | 1/2   |                 |
| 2022  | 1         | 38        | 14        | 7         | 17        | 50        | 52        | –2        | 49        | 6         | 1/8   |                 |
| 2023  | 1         | 38        | 6         | 16        | 16        | 30        | 41        | –11       | 34        | 10        | 1/4   |                 |
| 2024  | 1         | 38        | 19        | 7         | 12        | 62        | 56        | +6        | 64        | 2         | 1/8   |                 |